# Canoagem nos Jogos Europeus de 2015 - K-1 5000 m masculino
A categoria K-1 5000 metros masculino foi um dos eventos da canoagem nos Jogos Europeus de 2015. Foi disputada no dia 16 de junho, no Kur Sport and Rowing Centre, em Mingachevir, no Azerbaijão.

## Calendário
Horário de verão do Azerbaijão (UTC+5).
| Data        | Horário | Fase  |
| ----------- | ------- | ----- |
| 16 de junho | 17:05   | Final |

## Medalhistas
| Ouro   | GER Max Hoff         |
| Prata  | POR Fernando Pimenta |
| Bronze | FRA Cyrille Carré    |

## Resultado final
O resultado foi o seguinte.
| Pos.              | Canoísta             | Nacionalidade            | Tempo     |
| ----------------- | -------------------- | ------------------------ | --------- |
| Medalha de ouro   | Max Hoff             | GER Alemanha             | 20:01.864 |
| Medalha de prata  | Fernando Pimenta     | POR Portugal             | 20:11.989 |
| Medalha de bronze | Cyrille Carré        | FRA França               | 20:42.081 |
| 4                 | Aleh Yurenia         | BLR Bielorrússia         | 20:52.003 |
| 5                 | Dániel Pauman        | HUN Hungria              | 20:53.776 |
| 6                 | Lukáš Trefil         | CZE Chéquia              | 20:59.157 |
| 7                 | Nikolay Chervov      | RUS Rússia               | 21:18.387 |
| 8                 | Laurens Pannecoucke  | BEL Bélgica              | 21:29.569 |
| 9                 | Fabio Wyss           | SUI Suíça                | 21:32.391 |
| 10                | Miika Dietrich       | FIN Finlândia            | 21:36.697 |
| 11                | Milenko Zorić        | SRB Sérvia               | 21:46.941 |
| 12                | Jošt Zakrajšek       | SLO Eslovênia            | 21:49.421 |
| 13                | Vitaliy Tsurkan      | UKR Ucrânia              | 21:50.950 |
| 14                | Christoph Kornfeind  | AUT Áustria              | 21:52.276 |
| 15                | Martin Brzeziński    | POL Polônia              | 22:14.459 |
| 16                | Marek Krajčovič      | SVK Eslováquia           | 22:30.158 |
| 17                | Roi Rodríguez        | ESP Espanha              | 22:34.354 |
| 18                | Giulio Dressino      | ITA Itália               | 22:36.923 |
| 19                | Darko Savić          | BIH Bósnia e Herzegovina | 22:53.688 |
| 20                | Kyriakos Syriopoulos | GRE Grécia               | 23:12.512 |
| 21                | Peter Egan           | IRL Irlanda              | 23:13.183 |
| 22                | Antun Novaković      | CRO Croácia              | 23:47.300 |
| –                 | Mirnazim Javadov     | AZE Azerbaijão           | DNF       |
| –                 | Andreas Diamantis    | CYP Chipre               | DNF       |
| –                 | René Holten Poulsen  | DEN Dinamarca            | DNF       |
| –                 | Timothy Pendle       | GBR Grã-Bretanha         | DNF       |
| –                 | Konstantin Dejkoski  | MKD Macedônia do Norte   | DNF       |
| –                 | Daniel Salbu         | NOR Noruega              | DSQ       |
| –                 | Gábor Bozsik         | TUR Turquia              | DSQ       |